# Guyalna
Guyalna is een geslacht van halfvleugeligen uit de familie zangcicaden (Cicadidae). De wetenschappelijke naam van dit geslacht werd voor het eerst geldig gepubliceerd in 1996 door Boulard en Martinelli.

## Soorten
Het geslacht omvat de volgende soorten:
- Guyalna bicolor (Olivier, 1790)
- Guyalna bonaerensis (Berg, 1879)
  - = Fidicina bonaerensis Berg, 1879
  - = Dorisia bonaerensis Delétang, 1919
  - = Dorisiana bonaerensis Metcalf, 1952
- Guyalna aurora Ruschel, 2017[2]
- Guyalna flavantica Ruschel, 2017[2]
- Guyalna pilosa Ruschel, 2017[2]
- Guyalna principis Ruschel, 2017[2]
- Guyalna sakakibari Ruschel, 2017[2]
- Guyalna spinula Ruschel, 2017[2]
- Guyalna tenebrae Ruschel, 2017[2]
- Guyalna fumea (Distant, 1883)
  - = Fidicina fumea Distant, 1883
  - = Dorisiana fumea Wolda, 1989
  - = Fidicina fumea Sanborn, 2005
  - = Fidicinoides fumea Sanborn et al., 2008